# Sadove (Raión de Berezivka)
Sadove  (ucraniano: Садове) es una localidad del Raión de Berezivka en el Óblast de Odesa de Ucrania. Según el censo de 2001, tiene una población de 181 habitantes.